# Moringua ferruginea
Moringua ferruginea är en fiskart som beskrevs av Bliss, 1883. Moringua ferruginea ingår i släktet Moringua och familjen Moringuidae. Inga underarter finns listade i Catalogue of Life.